# Pomnik Józefa Piłsudskiego przy ul. Rolnej w Poznaniu

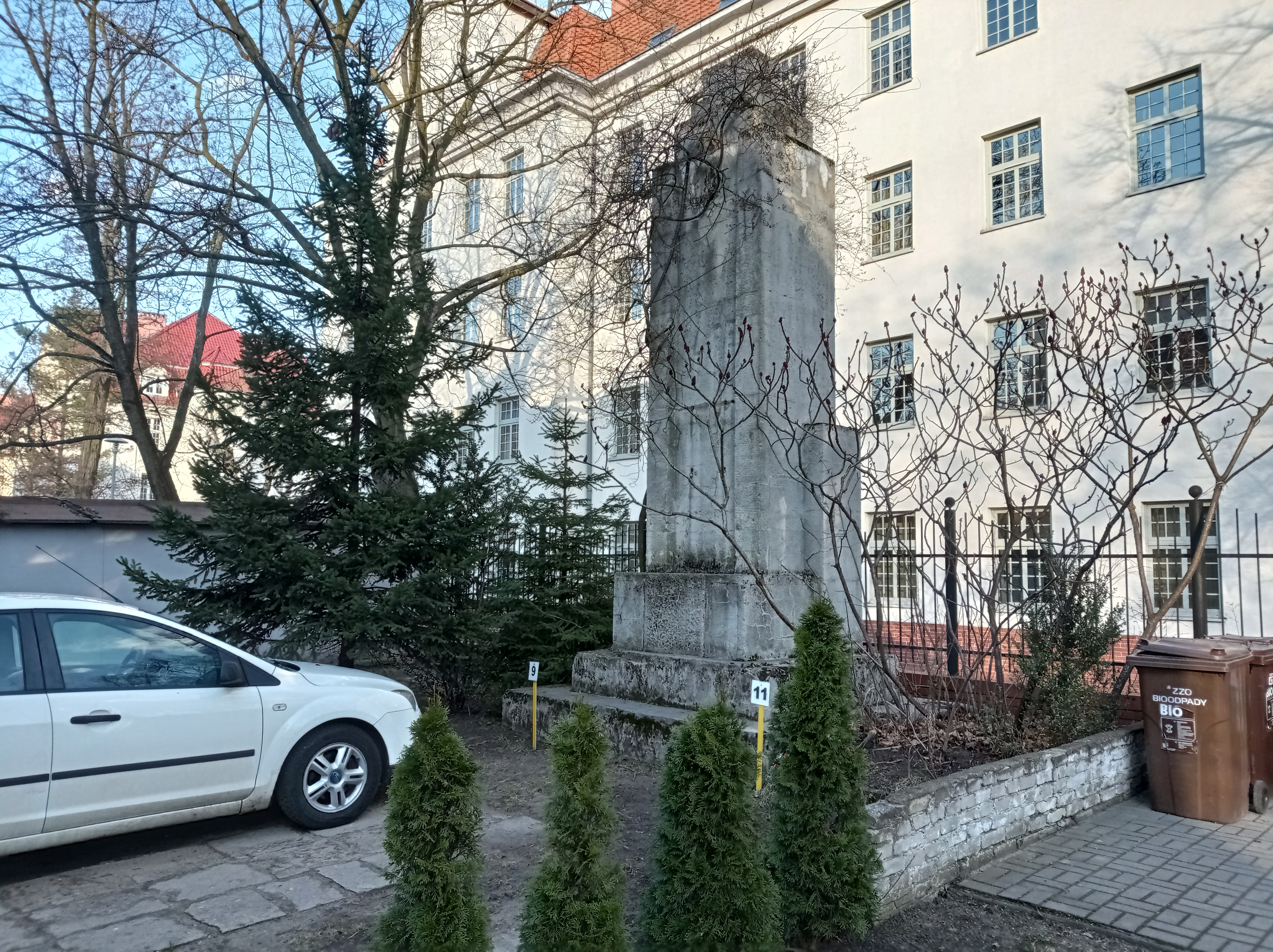
Pomnik w marcu 2021 roku

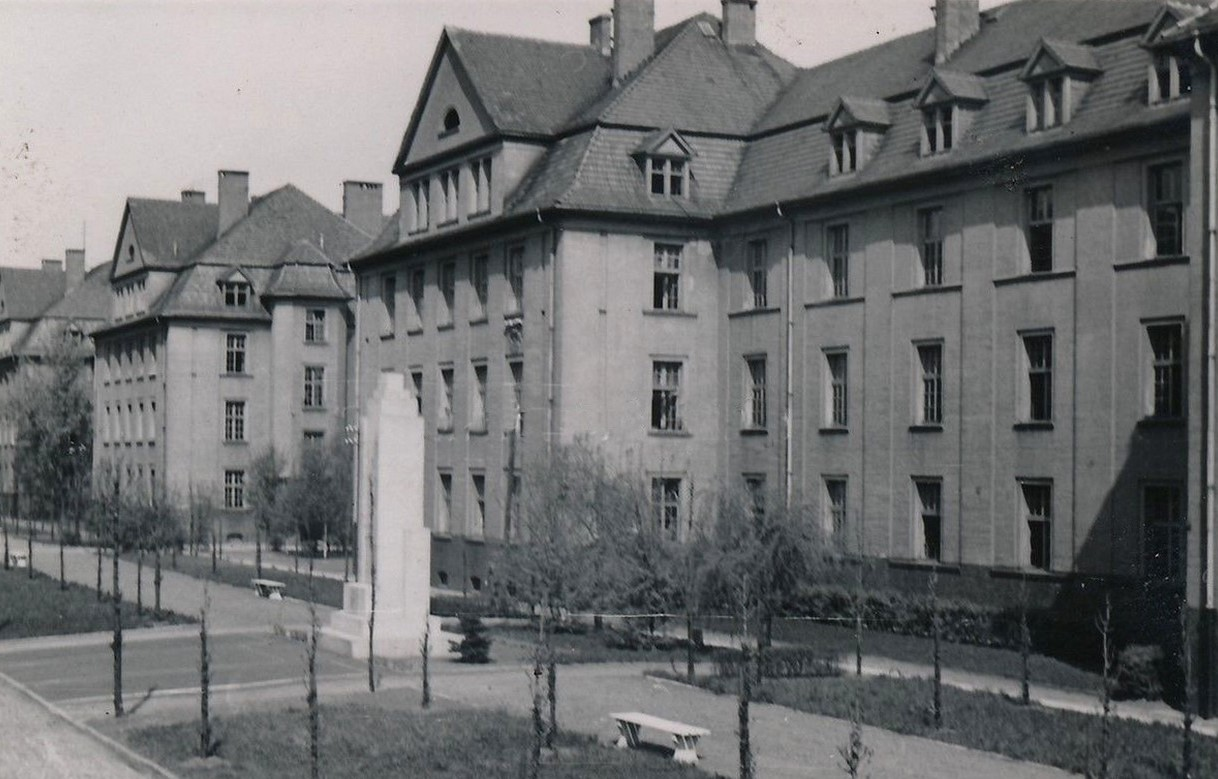
Pomnik bez tablicy pamiątkowej i orła na szczycie w 1940 roku

Pomnik Józefa Piłsudskiego przy ul. Rolnej w Poznaniu – pomnik Józefa Piłsudskiego usytuowany na terenie koszar 7 Batalionu Saperów przy ul. Rolnej, na Wildzie w Poznaniu. Pierwotnie były to pruskie koszary zbudowane w latach 1911–1914 pomiędzy Ackerstrasse (obecnie ul. Rolna), a Pionierstrasse (obecnie ul. Saperska), w których stacjonował poznański 29 batalion pionierów (niem. Posensche Pionier-Bataillon Nr. 29).

## Historia
Pomnik odsłonięto w 1933 roku. Fundusze na wykonanie monumentu pochodziły od oficerów i podoficerów 7 Batalionu Saperów, który stacjonował ówcześnie w koszarach.
Podczas uroczystości odsłonięcia pomnika przemówienie wygłosił dowódca Okręgu Korpusu Nr VII, generał Oswald Frank. W uroczystości uczestniczyła orkiestra, która odegrała hymn państwowy, a także odśpiewano pieśń pt. „My, Pierwsza Brygada”. Pomnik miał formę wysokiego prostokątnego słupa z trójstopniowym cokołem. Szczyt słupa wieńczyła figura orła. Na słupie umieszczono tablicę pamiątkową z profilem marszałka Józefa Piłsudskiego i napisem.
W czasie II wojny światowej Niemcy usunęli z pomnika tablicę i orła. W takim stanie pomnik przetrwał do dzisiaj. Zaniedbany i zasłonięty roślinnością cokół monumentu współcześnie stoi w podwórzu przy dawnym budynku koszar przy ul. Rolnej 47.

## Tablica
W dolnej części pomnika przymocowana była brązowa tablica przedstawiająca lewy profil twarzy Józefa Piłsudskiego, umieszczony w okrągłym zagłębieniu, poniżej którego widniał napis utworzony wielkimi literami:
„WSKRZESICIEL PAŃSTWA POLSKIEGO, TWÓRCA I WÓDZ
ARMII POLSKIEJ MARSZAŁEK JÓZEF PIŁSUDSKI.
URODZONY W ZIEMI WILEŃSKIEJ, ZESŁANY NA SYBIR
W 19-TYM R. ŻYCIA. PO POWROCIE WSTĄPIŁ DO P.P.S.
W 1905R. ZORGANIZOWAŁ WALKĘ ZBROJNĄ Z CARATEM.
POTEM STWORZYŁ ZWIĄZEK STRZEL.- Z NIM WYRUSZYŁ
Z KRAKOWA 6/VIII.1914R NA OSWOBODZENIE ZABORU
ROSYJ.- PO OPUSZCZENIU PRZEZ MOSKALI RUBIEŻY
RZECZP., SKIEROWAŁ WSZYSTKIE SIŁY PRZECIW NIEM-
COM I AUSTRYJAKOM.- 20/VII.1917R. WYWIEZIONY DO
MAGDEBURGA. WRÓCIŁ W LISTOP. 1918R. I II-GO T.M. OBJĄŁ
WŁADZĘ NAD WSKERZESZONEM PAŃSTW.-STWORZYŁ RZĄD,
ZWOŁAŁ SEJM USTAW., ORĘŻEM WYKREŚLIŁ GRANICE POL-
SKI.- W 1920R. ODPARŁ NAJAZD BOLSZEWICKI.-OD 1926R. DĄŻY
CAŁĄ POTĘGĄ SWEJ WOLI DO NAPRAWY KONSTYTUCJI.
JEGO GENIUSZ POZWOLIŁ NARODOWI POLSKIEMU DO-
KONAĆ W KRÓTKIM CZASIE OLBRZYMIEGO DZIEŁA. STA-
WIANE JEMU POMNIKI SĄ JEDNOCZEŚNIE POMNIKAMI
MIŁOŚCI OJCZYZNY.”